# Wyższa Szkoła Polityczna Komitetu Centralnego Komunistycznej Partii Czechosłowacji
Wyższa Szkoła Polityczna Komitetu Centralnego Komunistycznej Partii Czechosłowacji (cz. Vysoká škola politická ústředního výboru Komunistické strany Československa) – uczelnia Komitetu Centralnego Komunistycznej Partii Czechosłowacji. 

## Historia
Głównym celem powołania w 1953 tej szkoły było przygotowanie wyższych kadr partyjnych. Miało to być także centrum badań naukowych zajmujące się teorią i historią ruchu komunistycznego.
Nosiła kolejne nazwy:
- 1953–1961 – Wyższa Szkoła Partyjna przy Komitecie Centralnym Komunistycznej Partii Czechosłowacji (Vysoká stranická škola při ÚV KSČ)
- 1961–1965 – Wyższa Szkoła Partyjna - Instytut Nauk Społecznych przy Komitecie Centralnym Komunistycznej Partii Czechosłowacji (Vysoká stranická škola - Instytut společenských věd při ÚV KSČ)
- 1965–1990 – Wyższa Szkoła Polityczna Komitetu Centralnego Komunistycznej Partii Czechosłowacji (Vysoká škola politická ÚV KSČ)

W latach 1988–1989 szkoła przeżywała okres wielkiego kryzysu, pozostając poza głównym nurtem zmieniających się wydarzeń w partii. Była ostoją partyjnego konserwatyzmu, oskarżono ją o sztywność, dogmatyzm i zerwanie z aktualną polityką partii.
Organizacyjnie składała się z 25 katedr i innych komórek organizacyjnych. Łącznie zatrudnionych było 222 pracowników naukowo-dydaktycznych, oraz 107 pracowników administracyjnych. Absolwent był uprawniony do używania tytułu naukowego doktora nauk społeczno-politycznych (RSDr.). Uczelnię zlikwidowano w 1989.
Od 1971 funkcjonowała również szkoła partyjna w Bratysławie, która podlegała Komitetowi Centralnemu Komunistycznej Partii Słowacji.

## Rektorzy
- 1953-1963 – Rudolf Vetiška[3]
- 1963-1968 – Vilém Nový[3]
- 1968-1969 – Milan Hübl
- 1969 – Jan Fojtík
- 1983 – Ladislav Novotný

## Siedziba
Uczelnia mieściła się w budynku z 1953 (proj. Pavel Bareš) w Pradze przy ul. José Martího 269/31 (1956-1989).